# Коруен
Ко̀руен (на уелски: Corwen) е град в Северен Уелс, графство Денбишър. Разположен е около река Дий на 20 km западно от град Ланголен и на 24 km южно от административния център на графството град Ридин. Има жп гара от 1860 г. Населението му е 2401 жители по приблизителна оценка от юни 2017 г.